# Agropoli
Agropoli est une commune de la province de Salerne, dans la région Campanie, en Italie.

## Administration
| Période                                  | Période     | Identité          | Étiquette            | Qualité |
| ---------------------------------------- | ----------- | ----------------- | -------------------- | ------- |
| 2004                                     | 29 mai 2007 | Antonio Domini    | Démocrates de gauche |         |
| 29 mai 2007                              | En cours    | Francesco Alfieri | Centro-Sinistra      |         |
| Les données manquantes sont à compléter. |             |                   |                      |         |

### Hameaux
Frascinelle, Fuonti, Marotta, Mattine, Moio, Muoio, Madonna del Carmine, San Marco, Tarullo, Trentova.

### Communes limitrophes
Capaccio-Paestum, Castellabate, Cicerale, Laureana Cilento, Ogliastro Cilento, Prignano Cilento, Torchiara.

## Jumelages
- Chili (États-Unis).

## Personnalité liée
- Benedetta Scuderi, femme politique italienne née à Agropoli.

## Galerie

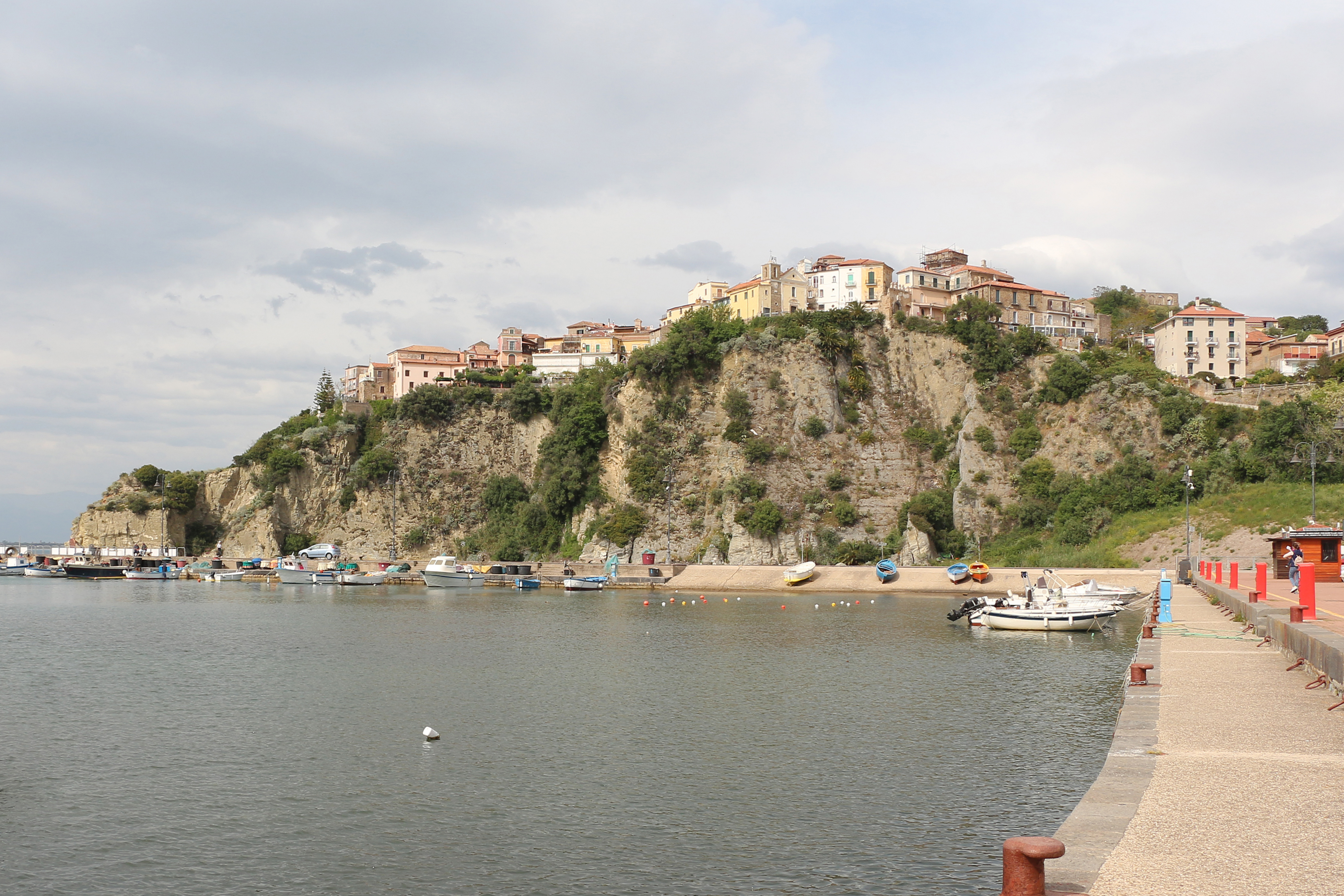
Vue de la ville.
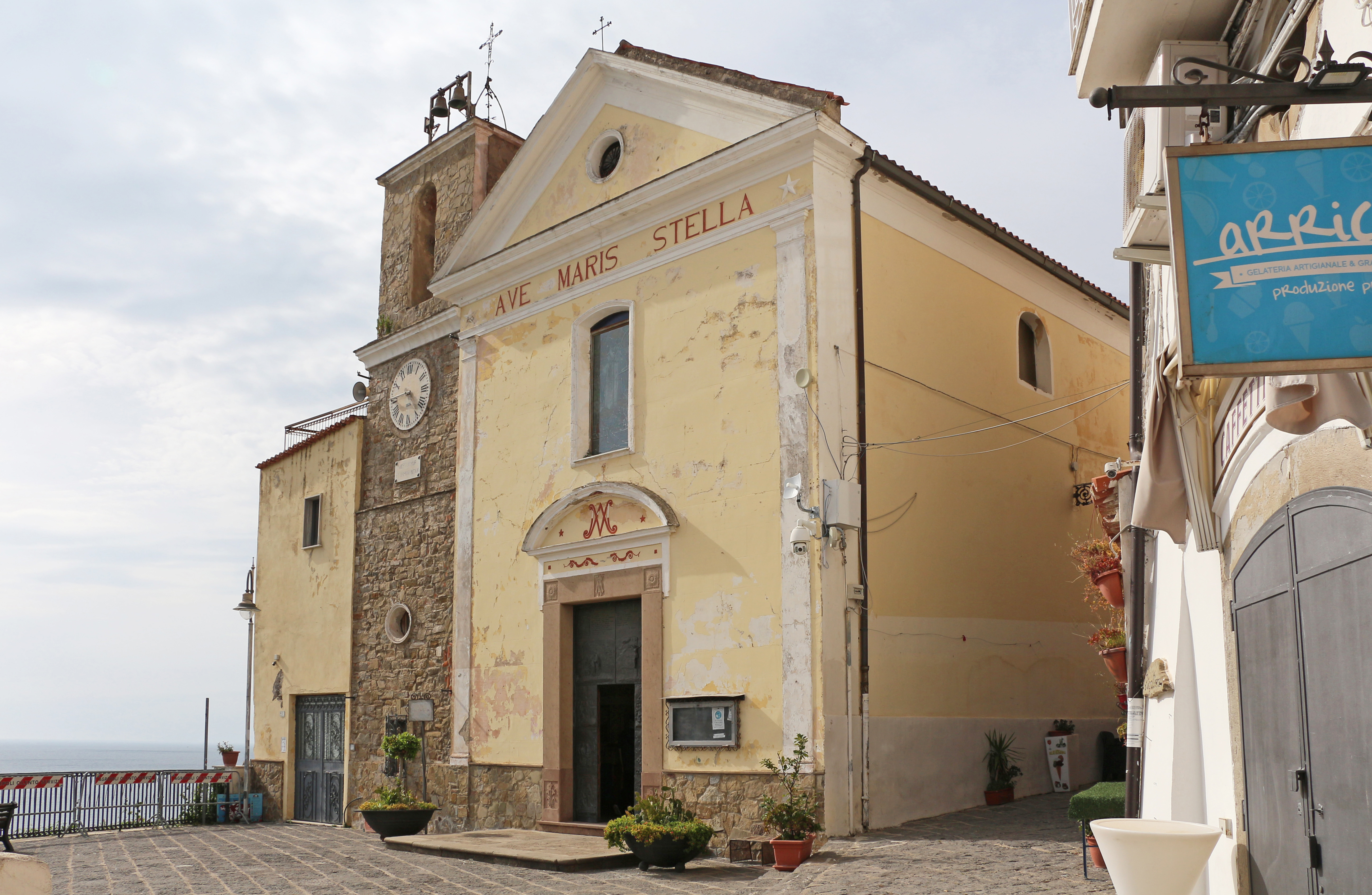
Église Notre-Dame de Constantinople.
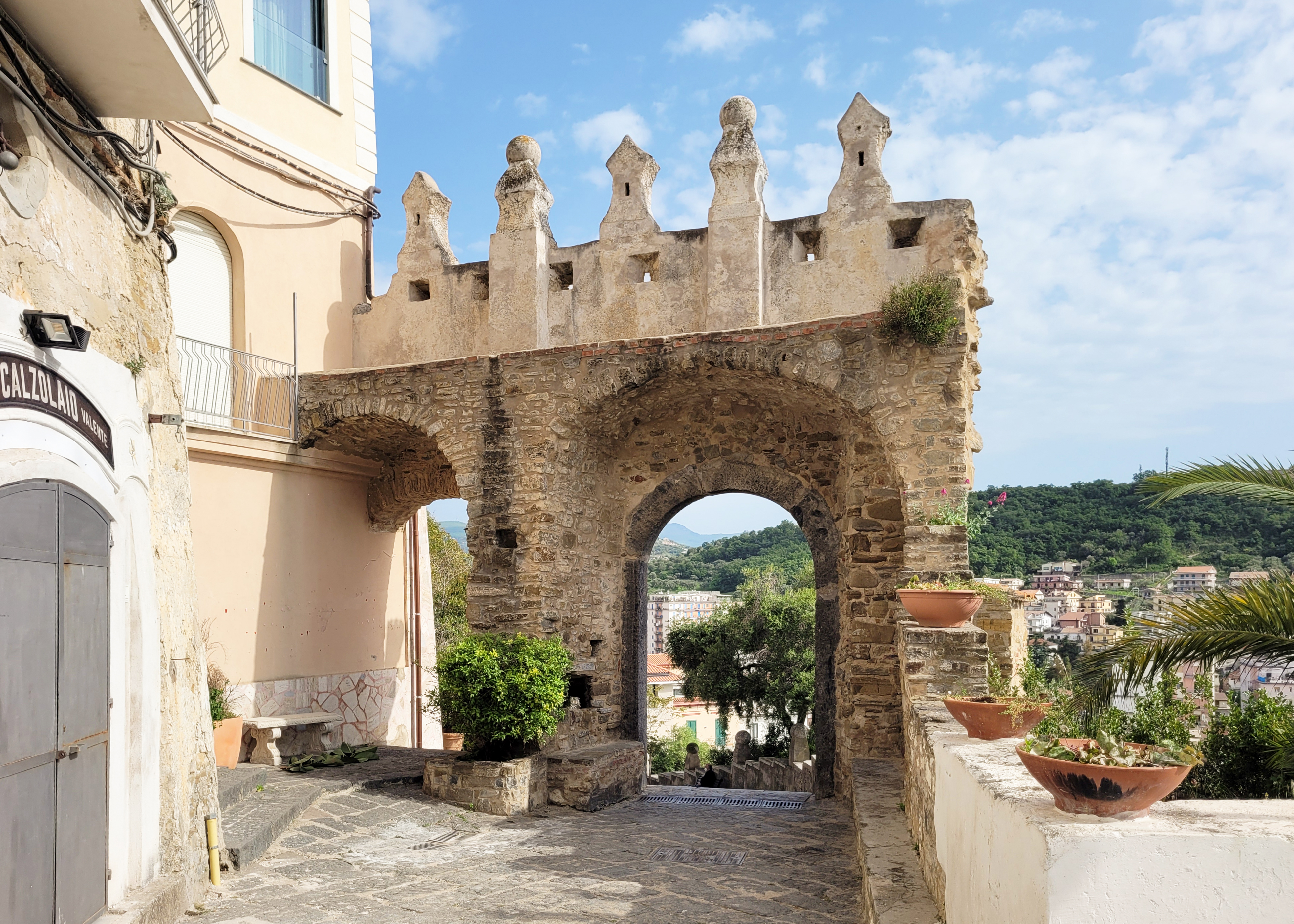
Porta Bizantina.